# Aurillac Agglomération
Pour les articles homonymes, voir CABA.
Aurillac Agglomération (anciennement la communauté d'agglomération du Bassin d'Aurillac ou CABA jusqu'en 2025) est une communauté d'agglomération française, située dans le département du Cantal et la région Auvergne-Rhône-Alpes.

## Historique
Le 2 août 1965, les communes d'Aurillac et d'Arpajon-sur-Cère décident de fonder le syndicat intercommunal à vocation multiple de la Région d'Aurillac (SIVM) afin qu'elles coopèrent sur certains sujets clés comme l'alimentation en eau potable, l'aménagement de nouvelles zone industrielles et de nouveaux lotissements et l'agrandissement de l'aéroport d'Aurillac. En 1972, le syndicat voit ses compétences s'élargir ; il devient gestionnaire au service de la population dans les domaines de l'eau, de l'assainissement, de la sédentarisation des nomades, des transports et des ordures ménagères.
Le syndicat devient en 1990 le District du Bassin d'Aurillac et s'élargit à Crandelles, Giou-de-Mamou, Naucelles, Reilhac, Saint-Simon, Sansac-de-Marmiesse, Velzic, Vézac, Ytrac. En 1995, Yolet les rejoint,  puis Saint-Paul-des-Landes en 1997. En devenant district de nouvelles compétences s'y ajoutent comme le développement économique et la gestion des grands équipements sportifs.
En 1999, le district devient communauté d'agglomération et s'élargit à Ayrens, Jussac et Teissières-de-Cornet (il s'agit de la première communauté d'agglomération à voir le jour en Auvergne et dans le Cantal), puis en 2001 à Laroquevieille, Lascelle, Mandailles-Saint-Julien, Marmanhac, Saint-Cirgues-de-Jordanne, en 2007 à Lacapelle-Viescamp, en 2009 à Labrousse et Vezels-Roussy, puis en 2012 à Carlat.
Le 7 mars 2016, la commission départementale de coopération intercommunale du Cantal, réunie pour examiner le projet de schéma départemental de coopération intercommunale, propose, après examen des amendements, de fusionner la communauté d'agglomération du Bassin d'Aurillac avec la communauté de communes de Cère et Goul en Carladès au 1er janvier 2017. Le rejet du projet de fusion par les élus communautaires et les communes de la communauté de communes de Cère et Goul en Carladès entraîne l'abandon de celui-ci.
En 2025, la communauté d'agglomération du Bassin d'Aurillac (CABA) change de nom pour devenir Aurillac Agglomération. L'acronyme CABA ayant une portée géographique restreinte selon son président Pierre Mathonier, le changement de nom en « Aurillac Agglomération » (réduit aussi en « Aurillac Agglo ») apporte à la ville-siège « un ancrage territorial [valorisant] la ville-centre tout en affirmant sa singularité », selon Nathalie Gardes, vice-présidente chargée de la communication. Le changement de nom est officialisé par un arrêté préfectoral du 16 avril 2025 (sous le nom « Aurillac Agglomération (Aurillac Agglo) »).

### Identité visuelle
Au début de l'année 2025, la communauté d'agglomération souhaite changer de logo afin de « valoriser l'action de la collectivité, d'accroître sa notoriété dans une logique d'attractivité et de fédérer autour d'une identité commune », selon Nathalie Gardes, vice-présidente chargée de la communication. Le logo, conçu par une agence clermontoise, de forme arrondie, est composé de « petits traits colorés » (une croix plus 24 traits, soit 25 formes représentant autant de communes composant l'intercommunalité) afin de « rassembler au maximum, parler de diversité et d'ouverture vers l'extérieur ». Les mentions « Aurillac » et « Agglo » sont également mises en évidence.
Le changement d'identité visuelle a coûté 13 000 €.

Logo jusqu'en 2025.
Logo depuis 2025.

## Territoire communautaire

### Composition
La communauté d'agglomération est composée des 25 communes suivantes :

| Nom                       | Code Insee | Gentilé         | Superficie (km2) | Population (dernière pop. légale) | Densité (hab./km2) |
| ------------------------- | ---------- | --------------- | ---------------- | --------------------------------- | ------------------ |
| Aurillac (siège)          | 15014      | Aurillacois     | 28,76            | 26 189 (2022)                     | 911                |
| Arpajon-sur-Cère          | 15012      | Arpajonnais     | 47,67            | 6 363 (2022)                      | 133                |
| Ayrens                    | 15016      | Ayrencois       | 25,5             | 618 (2022)                        | 24                 |
| Carlat                    | 15028      | Carladésiens    | 20,88            | 390 (2022)                        | 19                 |
| Crandelles                | 15056      | Crandellois     | 12,46            | 870 (2022)                        | 70                 |
| Giou-de-Mamou             | 15074      | Mamouviens      | 14,23            | 736 (2022)                        | 52                 |
| Jussac                    | 15083      | Jussacois       | 18,43            | 2 040 (2022)                      | 111                |
| Labrousse                 | 15085      | Labroussiens    | 19,86            | 480 (2022)                        | 24                 |
| Lacapelle-Viescamp        | 15088      | Capellains      | 15,62            | 520 (2022)                        | 33                 |
| Laroquevieille            | 15095      |                 | 15,68            | 349 (2022)                        | 22                 |
| Lascelle                  | 15096      |                 | 19,1             | 266 (2022)                        | 14                 |
| Mandailles-Saint-Julien   | 15113      | Mandaillards    | 35,37            | 174 (2022)                        | 4,9                |
| Marmanhac                 | 15118      | Marmanhacois    | 24,24            | 686 (2022)                        | 28                 |
| Naucelles                 | 15140      | Naucellois      | 11,69            | 2 164 (2022)                      | 185                |
| Reilhac                   | 15160      | Reilhacois      | 8,89             | 1 094 (2022)                      | 123                |
| Saint-Cirgues-de-Jordanne | 15178      |                 | 16,24            | 139 (2022)                        | 8,6                |
| Saint-Paul-des-Landes     | 15204      | Saint-Paulois   | 19               | 1 538 (2022)                      | 81                 |
| Saint-Simon               | 15215      | Saint-Simonions | 27,27            | 1 142 (2022)                      | 42                 |
| Sansac-de-Marmiesse       | 15221      | Sansacois       | 14,35            | 1 388 (2022)                      | 97                 |
| Teissières-de-Cornet      | 15233      |                 | 9,32             | 322 (2022)                        | 35                 |
| Velzic                    | 15252      | Velzicois       | 11,26            | 402 (2022)                        | 36                 |
| Vézac                     | 15255      | Vézacois        | 15,02            | 1 314 (2022)                      | 87                 |
| Vezels-Roussy             | 15257      |                 | 12,87            | 131 (2022)                        | 10                 |
| Yolet                     | 15266      |                 | 9,82             | 595 (2022)                        | 61                 |
| Ytrac                     | 15267      | Ytracois        | 38,37            | 4 316 (2022)                      | 112                |

### Démographie
| 1968   | 1975   | 1982   | 1990   | 1999   | 2006   | 2011   | 2016   | 2022   |
| ------ | ------ | ------ | ------ | ------ | ------ | ------ | ------ | ------ |
| 43 748 | 49 290 | 52 025 | 54 019 | 53 954 | 54 641 | 53 716 | 53 535 | 54 226 |

## Administration

### Le siège
Le siège de l'agglomération est situé place des Carmes à Aurillac.

### Les élus
Depuis le renouvellement des conseils municipaux, en mars 2020, le conseil communautaire de la communauté d'agglomération du Bassin d'Aurillac se compose de 68 conseillers représentant chacune des communes membres et élus pour une durée de six ans.
Ils sont répartis comme suit :
| Nombre de conseillers | Communes                                                                                    |
| --------------------- | ------------------------------------------------------------------------------------------- |
| 27                    | Aurillac                                                                                    |
| 7                     | Arpajon-sur-Cère                                                                            |
| 5                     | Ytrac                                                                                       |
| 2                     | Jussac, Naucelles , Reilhac, Saint-Paul-des-Landes, Saint-Simon, Sansac-de-Marmiesse, Vézac |
| 1 (+ 1 suppléant)     | les 15 autres communes                                                                      |

### Présidence
Le conseil communautaire du 16 juillet 2020 a élu son président, Pierre Mathonier, maire d'Aurillac et désigné ses 13 vice-présidents qui sont : 
1. 1er vice-président chargé de l’administration générale, des finances et de la contractualisation financière, Christian Poulhès, maire de Naucelles,
2. 2e vice-présidente chargée du développement touristique et de la médiathèque communautaire, Magali Maurel, conseillère déléguée à la ville d'Aurillac,
3. 3e vice-président chargé de l’environnement et du développement durable, Stéphane Fréchou,
4. 4e vice-présidente chargée des ressources humaines, Bernadette Ginez, maire d'Ytrac,
5. 5e vice-président chargé du développement communal, Jean-Luc Lentier, maire de Vézac,
6. 6e vice-présidente chargée des zones d’activités économiques et de la plateforme aéroportuaire, Isabelle Lantuéjoul, maire d'Arpajon-sur-Cère,
7. 7e vice-président chargé du grand cycle de l’eau et des gens du voyage, Gérard Pradal, maire de Labrousse,
8. 8e vice-présidente chargée de l’habitat et de la politique de la ville, Angélique Martins,
9. 9e vice-président  chargé des mobilités et des transports urbains, Sébastien Prat,
10. 10e vice-présidente chargée de la communication et des ntic, Nathalie Gardes, maire de Saint-Simon,
11. 11e vice-président chargé de l’Urbanisme et du PLUi, Alain Coudon,
12. 12e vice-présidente chargée des équipements touristiques, Maryline Monteillet,
13. 13e vice-président chargé des équipements et animations sportifs, Charly Delamaide.

Ils forment ensemble l'exécutif de l'intercommunalité pour le mandat 2020-2026.
| Période      | Période      | Identité         | Étiquette    | Qualité |
| ------------ | ------------ | ---------------- | ------------ | --- |
| 1965         | 1971         | Jacques Meyniel  | SFIO puis PS | Maire d'Aurillac (1965 → 1971) |
| 1971         | 1977         | Jean Mézard      | CNI          | Président du Conseil général du Cantal (1968 → 1976), Maire d'Aurillac (1971 → 1977) Sénateur du Cantal (1971 → 1980) |
| 1977         | 1995         | René Souchon     | PS           | Maire d'Aurillac (1977 → 1995) Ministre délégué à l'Agriculture et aux Forêts (1983 → 1986) Député du Cantal (1980 → 1983 et 1986 → 1988) Conseiller régional d'Auvergne (1980 → 2015) Conseiller général d'Aurillac-I (1976 → 1982 puis 1985 → 1998) |
| 1995         | 2001         | Yvon Bec         | MDC          | Maire d'Aurillac (1995 → 2001) Conseiller général d'Aurillac-III (1982 → 1998) |
| 2001         | 2017         | Jacques Mézard   | PRG          | Conseiller général du Cantal (1994 → 2008), Sénateur du Cantal (2008 → 2019) |
| 2017         | juillet 2020 | Michel Roussy    | PS           | Maire d'Arpajon-sur-Cère (2014 → 2020) |
| juillet 2020 | En cours     | Pierre Mathonier | PS           | Maire d'Aurillac (2013 → ) |

### Compétences

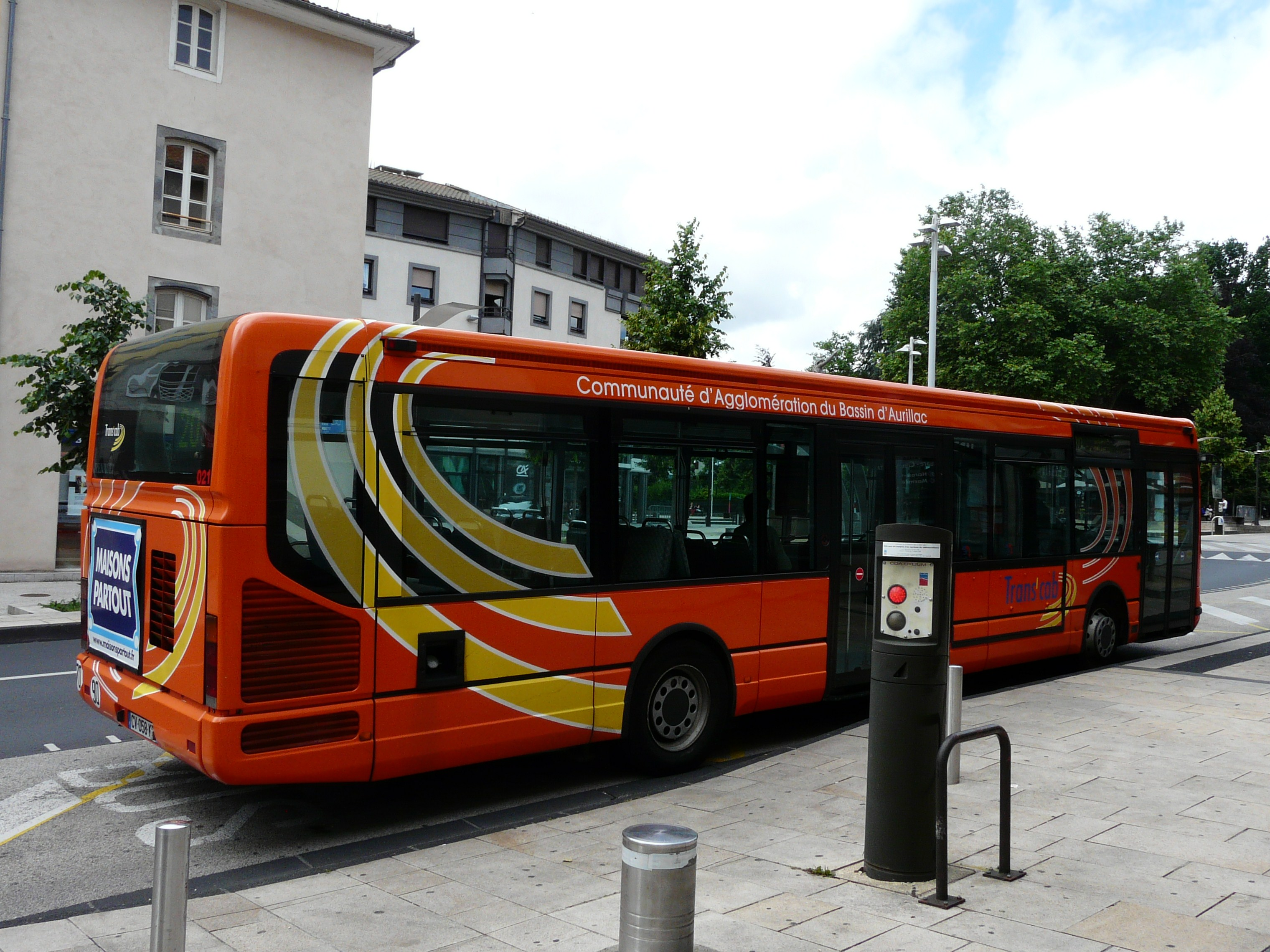
Bus de la communauté d'agglomération du bassin d'Aurillac en juin 2015.

Les statuts ont été modifiés le 11 décembre 2015. Au 1er juillet 2023, l'intercommunalité exerce 38 compétences.

#### Compétences obligatoires
- Développement économique
- Aménagement de l’espace
- Équilibre social de l’habitat
- Politique de la ville

#### Compétences optionnelles
- Eau
- Assainissement
- Environnement et cadre de vie
- Construction, aménagement, entretien et gestion des équipements sportifs et culturels

#### Compétences facultatives
- Enseignement
- Sécurité civile
- Aménagement numérique

### Régime fiscal et budget
Le régime fiscal de la communauté d'agglomération est la fiscalité professionnelle unique (FPU).

## Réalisations
La communauté d'agglomération exerce des compétences sur de nombreux domaines : économie et emploi, transports et mobilité, tourisme, grands équipements, aéroport, déchets, eau et assainissement....
Parmi les réalisations portées par la communauté d'agglomération du bassin d'Aurillac, on peut citer le centre aquatique et le Prisme (salle de concerts et d'événementiels) qui sont les plus emblématiques.
Dans le domaine économique : soutien aux entreprises, pôle immobilier d'entreprise de Tronquières, zones d'activités (Esban I et II, la sablière, les Quatre chemins, Jussac), soutien à l'entreprise Abeil, gestion des compétences et des emplois afin de faciliter le recrutement pour les entreprises locales, soutien à la ligne aérienne vers Paris-Orly, plan alimentaire territorial, pépinière de logements à Marmanhac pour accueillir les porteurs de projets et nouveaux arrivants...
Dans le domaine touristique : gestion et développement de l'Office de tourisme communautaire, gestion et développement des trois campings communautaires (Jussac, Aurillac, Arpajon-sur-Cère), sites de Carlat (modélisation numérique de l'ancienne forteresse), gorges de la Jordanne, sentiers VTT, aires de camping caristes et développement en partenariat avec la communauté de communes de la Châtaigneraie d'un plan de développement autour du lac de Saint-Étienne-Cantalès, site de Mandailles-Saint-Julien (station de pleine nature autour de la rando, du trek, du ski de fond, du VTT. .)
Dans le domaine culturel : soutien au festival international de théâtre de rue, création du Chaudron (lieu réservé aux musiciens amateurs), le parapluie à Naucelles (site réservé aux arts de la rue avec une partie réservée aux créateurs pour la réalisation de spectacles ou de décors), aire événementielle, saison culturelle au Prisme, médiathèque-ludothèque,...
Dans le domaine sportif : rénovation en deux tranches du stade Jean Alric permettant d'accueillir 8 000 personnes dans un ensemble agréé pour des rencontres de rugby ProD2 et pouvant accueillir des matchs de gala en football, golf de Vézac, stade d'athlétisme Marie-José Pérec, centre aquatique, randonnées pédestres et VTT, l'épicentre qui est un lieu de pratique des sports urbains (BMX, skate, roller...), boulodrome couvert de Tronquières.
Dans le domaine des mobilités : réseau de transports Transcab géré par la société STABUS (5 lignes urbaines + 1 en phase de test, navette gratuite place du 8 mai vers Centre-ville, lignes péri urbaines mutualisées pour certaines avec le réseau départemental), borne de recharge hydrogène, covoiturage, développement du vélo avec une aide à l'acquisition d'un vélo électrique ou la mise en place d'un système de location Vélo'Cab (vélos classique, à assistance électrique, vélos pliants)
Dans le domaine des déchets : politique de réduction des déchets (composteurs), gestion de deux déchetteries, création et rénovation du centre de tri de l'Yser, ramassage des déchets et ordures ménagères
Dans le domaine de l'environnement : rénovation thermique des bâtiments de la CABA, arboretum de la Plantelière, véhicules électriques, gaz naturel ou hydrogène pour les services techniques
Dans le domaine du désenclavement : aéroport d'Aurillac et ligne aérienne cofinancée par l'agglo, le département, la région et l'état (trois allers retours quotidiens vers Paris), numérique, soutien au projet de contournement d'Aurillac sur la Route nationale 122 pourtant de la compétence de l'état.
Dans le domaine du quotidien : réseau d'eau potable, assainissement (nombreux travaux ces dernières années), aire d'accueil des gens du voyage.

## Projets
Aurillac Agglomération mène actuellement une politique de grands équipements parmi lesquels le pôle multimodal au niveau de la gare co-réalisé avec la ville d'Aurillac et qui devrait ouvrir début 2022. Cet ensemble permettra de créer un vrai centre névralgique autour des différents modes de mobilité (train, bus, vélo, navette gratuite, autopartage)
La station de Souleyrie : c'est un important chantier permettant de traiter les eaux usées d'une partie de l'agglomération. Sa modernisation permettra d'améliorer les performances de la station et de recycler une partie des boues d'épuration pour un réseau de chauffage.
Parmi d'autres projets régulièrement évoqués, la modernisation régulière de l'aéroport et du pôle universitaire (aide à la rénovation des bâtiments) ou la réalisation d'un lieu pour le traitement ultime des déchets (la création d'un site propre avait été envisagée il y a quelques années, mais s'avérait trop coûteuse; de plus, les élus et habitants se questionnaient sur le fait de devoir créer un centre d'enfouissement ou d'incinération ou les deux). Les déchets sont traités à Montech, près de Montauban, en Tarn-et-Garonne.
Certains habitants réclament aussi de nouveaux équipements (deuxième ligne de navette gratuite entre la Ponetie et le centre-ville), réseau de vélo en libre service, couveuse d'entreprise maraîchère et zone dédiée à l'installation de maraichers, création d'un hôtel d'artisans pour compléter l'offre du village d'entreprises déjà existant, création d'une troisième déchetterie...